# Mossad
El Mossad (en hebreu: המוסד למודיעין ולתפקידים מיוחדים) (transliterat: HaMossad leModi'in uleTafkidim Meyuhadim), "Institut d'Intel·ligència i Operacions Especials"), és una de les agències d'intel·ligència de l'estat d'Israel, responsable de la recopilació d'informació d'intel·ligència, acció encoberta, espionatge i contraterrorisme exterior. De la intel·ligència i el contraespionatge dins d'Israel i a Cisjordània, se n'encarrega el Xin Bet.
El Mossad va ser format a l'abril de 1951 a partir de l'Institut Central de Coordinació i l'Institut Central d'Intel·ligència i Seguretat. És un servei civil que depèn directament del Primer Ministre i no usa graus militars, encara que bona part del seu personal ha prestat servei en les Forces Armades, com a part del sistema de conscripció obligatòria d'Israel, i bona part d'ells són oficials. El Mossad té el seu quarter general al nord de Tel-Aviv i compta amb vuit departaments.
El Mossad té la fama d'una agència d'intel·ligència de summa eficàcia. Tanmateix, també hi ha opinions divergents al respecte. Stansfield Turner, director de la CIA de 1977 a 1981, descrigué el Mossad com una "agència d'intel·ligència mediocre que excel·lia en relacions públiques".

## Operacions conegudes
Entre les seves operacions es troben:
- Assassinat, el 10 d'abril de 1973 a Beirut, del poeta Kammal Nasser, i del periodista Mohammad Youssef Al-Najar, membre de l'OAP, i la seva dona,[2][3]
- Assassinat a Roma del representant palestí Majed Abu Sharar, el 6 d'octubre de 1981, amb una bomba col·locada al seu cotxe.[4]
- Jonathan Pollard, infiltrat a la contraintel·ligència naval nord-americana, sostragué milers de pàgines de documents secrets dels EUA relatius a Israel durant el mandat de Reagan, entre els quals, documentació relativa a la cooperació en desenvolupament conjunt d'armes nuclears d'Israel amb el règim de l'Apartheid de Sud Àfrica. Durant els anys 70 i 80, el Mossad hauria col·laborat també amb la B.O.S.S. i la NIS, els serveis secrets sud-africans, en la repressió contra els activistes antiapartehid del Congrés Nacional Africà.[5]
- Segrest i trasllat a Israel de l'activista pacifista Mordechai Vanunu, que havia revelat, l'any 1966, proves de l'existència de l'arsenal nuclear israelià.[6]
- Durant els anys 1987 i 1988, agents israelians, encapçalats per l'ex-tinent coronel del Mossad Yair Gar Klein, participen en la formació dels grups paramilitars colombians. L'any 2008, Gar Klein va ser extradit de Russia a Colòmbia per ser posat a disposició judicial en relació als crims paramilitars contra la població civil camperola.[7]
- Assassinat del dirigent palestí de l'OAP Khalil Wazir ('Abu Jihad', número 2 de Fatah) a Tunísia el 1988.[8]
- Assassinat d'Elie Hobeika, antic dirigent de les falanges cristianes libaneses, aliades d'Israel en la guerra del Líban, i testimoni de càrrec que havia de declarar en el judici a Bèlgica contra Ariel Xaron per la Matança de Sabra i Xatila, a Beirut el 24 de gener de 2002.[9]
- Finaciar durant la guerra de Síria grups fonamentalistes islàmics com Tahrir Al Sham, Dàeix, Al-Nusra, entre d'altres.

## Desfetes
El Mossad també ha patit diversos fracassos:
- El 1973, el Mossad va matar per error a Lillehammer (Noruega) Ahmad Bushiji, un cambrer àrab que va ser confós amb Ali Hassan Salameh, un dels dirigents del grup Setembre Negre, responsable de la massacre de Múnic.
- El 1997, dos agents del Mossad van ser capturats a Jordània després d'atemptar contra Khàled Mash'al, dirigent del grup Hamàs, mitjançant la injecció d'una droga letal. El descobriment prematur de l'operació, i la consegüent violació pública de la sobirania jordana, van causar un dur enfrontament entre el Primer Ministre Benjamin Netanyahu i el rei Hussein, qui, com condició per a alliberar els agents del Mossad i resoldre el malentès, va exigir a Israel subministrar l'antídot contra el verí utilitzat, i a més alliberar diversos palestins presos a Israel, en particular el xeic Ahmad Iassín, fundador de Hamàs.
- El 2 d'agost 2006, durant els bombardejos i invasió finalment fallida d'Israel al sud del Líban, el Mossad i l'Exèrcit Israelià afirmaren que havia capturat el dirigent libanès Hassan Nasrallah en una operació dels seus comandos d'elit. Finalment, resultà ser un error, el suposat líder xiita detingut era un pastor libanès amb el mateix nom, molt comú a la zona.
- El 19 de gener de 2010 un grup d'onze d'agents del Mossad van assassinar el membre de Hamàs Mahmoud al-Mabhouh en un hotel de Dubai. Poc després, els serveis de seguretat de Dubai identificaren tots els agents, que haurien actuat amb passaports de ciutadans europeus i australians, i que haurien deixat nombroses pistes, incloses nombroses gravacions de càmeres de seguretat, fotografies i targetes de crèdit.[10] La descoberta, que suposà que les imatges dels agents fossin difoses per tots els mitjans, provocà tensions amb els països europeus, així com la sol·licitud d'arrest internacional del cap del Mossad Meir Dagan per part de les autoritats de Dubai, per la implicació d'aquesta agència en el crim. La mateixa premsa israeliana reclamà la destitució de Dagan.[11] El 23 de març Anglaterra expulsa del país un diplomàtic israelià per la implicació d'Israel en la falsificació de passaports britànics per als suposats autors de l'assassinat.[12]

## Directors
1951-1952 	Reuven Shiloaj 

1952-1963 	Iser Har'el 

1963-1968 	Meir Amit 

1968-1974 	Zvi Zamir 

1974-1982 	Yitzjak Jofi 

1982-1990 	Najum Admoni 

1990-1996 	Shabtai Shavit 

1996-1998 	Dani Yatom 

1998-2002 	Efraim Halevi 

2002-2011 	Meir Dagan 

2011-2016 	Tamir Pardo
2016 - 	 Yossi Cohen